# Burma Vj - Cronache da un paese blindato
Burma Vj - Cronache da un paese blindato (Burma VJ: Reporter i et lukket land) è un documentario del 2008 diretto da Anders Østergaard candidato al premio Oscar al miglior documentario.